# Messier 101
Messier 101 (M101 ili NGC 5457) poznata pod nazivom Vatreno kolo je spiralna galaksija u zviježđu Veliki medvjed. Galaksiju je otkrio Pierre Méchain 27. ožujka 1781. godine. Svoje otkriće prijavio je kolegi i prijatelju Charlesu Messieru koji je galaksiju unio u svoj katalog kao 101. objekt.
1850. godine lord Rosse je promatrajući galaksiju uočio spiralnu strukturu. Time je M101 postala jedna od prvih 14 galaktika kod kojih je otkrivena spiralna struktura.

## Svojstva
M101 je relativno bliska galaksija. Nalazi se na udaljenosti od 21 milijun svjetlosnih godina. Njen prividni promjer je tek nešto manji od Mjesečeva i iznosi 28'. Stvarni promjer galaktike je 220.000 svjetlosnih godina, dvostruko veći od naše galaktike Kumove slame. Prividni sjaj galaktike je magnitude + 7,9 što odgovara  stvarnom sjaju od magnitude - 21,6. Sjaj M101 je dvostruko veći od sjaja Mliječne staze.
Masa galaktike je nepoznata i procjene se kreću od 100 milijardi do 1 bilijuna sunčevih masa.
Četiri su supernove otkrivene u M101: 1909., 1951., 1970. i 2011. godine. M101 je najsvjetlija u skupini galaktika skupina M101. 

### Spiralni krakovi
Spiralni krakovi M101 su veoma izraženi. Ispunjeni su otvorenim skupovima punih zvijezda plave boje. Na fotografijama je moguće uočiti preko 3.000 HII regija. HII regije su golemi oblaci vodika iz kojih će nastati zvijezde jednom kad se ti oblaci uruše. 
Spiralna struktura galaktike nije simetrična. Uzrok nesimetričnosti jest sudar s drugom galaksijom koji se zbio nedavno. Sudar je potaknuo HII regije na urušavanje što je povećalo količinu novonastalih zvijezda.

### Susjedne galaksije
M101 ima pet značajnijih galaktika u susjedstvu: NGC 5024, NGC 5474, NGC 5477, NGC 5585 i Holmberg IV. Sudar s jednom od tih galaktika možda je potaknuo ubrzano formiranje zvijezda u M101 i izobličio njenu spiralnu strukturu. Na M101 je utjecala i izobličila strukturu NGC 5475. Sve galaktike su članice M101 grupe.

### Supernove
24. kolovoza 2011. u galaksiji je otkrivena supernova SN 2011fe, vrste Ia. Supernova je dosegla maksimalni prividni sjaj od magnitude +9,9 13. rujna 2011.

## Amaterska promatranja
Unatoč velikom prividnom sjaju M101 je veoma zahtjevan objekt za promatranje. Njene velike prividne dimenzije uzrok su niskom površinskom sjaju što otežava uočavanje i promatranje galaktike u uvjetima loše prozirnosti i prisutnosti svjetlosnog zagađenja. S tamnih lokacija ako imamo dobru prozirnost moguće je već i 100 mm teleskopom uočiti središte galaksije. U većem teleskopu može se nazrijeti spiralna struktura galaksije. Kod velikih amaterskih teleskopa vidljivo je i nekoliko najsjajnijih HII regija u galaksiji.

## Vanjske poveznice
- (engl.) SEDS: NGC 5457
- (engl.) Revidirani Novi opći katalog
- (engl.) Izvangalaktička baza podataka NASA-e i IPAC-a
- (engl.) Astronomska baza podataka SIMBAD
- (engl.) VizieR
- DSS-ova slika NGC 5457  Arhivirana inačica izvorne stranice od 4. ožujka 2016. (Wayback Machine)